# Paracentrobia ducassei
Paracentrobia ducassei is een vliesvleugelig insect uit de familie Trichogrammatidae. De wetenschappelijke naam is voor het eerst geldig gepubliceerd in 1932 door Dozier.